# Aviat Eagle II
Christen Eagle II, pozneje Aviat Eagle II je ameriški dvosedežni akrobatski dvokrilnik, ki ga je zasnoval Frank Christensen v 1970ih. Zasnoval je bil kot konkurent dvokrilniku Pitts Special. Trup in rep sta grajena iz varjenih jeklenih cevi. Sprednji del trupa je pokrit z aluminijem, zadnji del trupa in rep pa s tkanino. Pokrov motorja je iz fiberglasa. Ima fiksno pristajalno podvozje z repnim kolesom. Leta 2011 je bilo v uporabi okrog 350 letal.

## Specifikacije
- Posadka: 1 pilot
- Kapaciteta: 1 potnik
- Dolžina: 17 ft 11 in (5,46 m)
- Razpon kril: 19 ft 11 in (6,07 m)
- Višina: 6 ft 6 in (1,98 m)
- Površina krila: 125 ft2 (11,6 m2)
- Prazna teža: 1025 lb (465 kg)
- Gros teža: 1578 lb (716 kg)
- Motor: 1 × Lycoming AEIO-360-A1D, 200 KM (149 kW)

- Maks. hitrost: 184 mph (296 km/h)
- Dolet: 380 milj (610 km)
- Višina leta (servisna): 17000 ft (5180 m)
- Hitrost vzpenjanja: 2100 ft/min (11 m/s)